# Episodi di Psycho-Pass

Cover del primo DVD italiano, pubblicato da Dynit.

Questa è la lista degli episodi dell'anime Psycho-Pass, scritto da Gen Urobuchi e prodotto da Production I.G. La serie è composta da tre stagioni: la prima di 22 episodi, la seconda di 11 e la terza di 8. In Giappone l'emittente Fuji TV ha trasmesso la serie all'interno del blocco noitaminA: la prima stagione è andata in onda dall'11 ottobre 2012 al 21 marzo 2013, mentre la seconda è stata trasmessa dal 9 ottobre al 18 dicembre 2014.
In Italia l'anime è pubblicato dalla Dynit; la prima stagione è disponibile dal 15 aprile 2013 sul portale Popcorn TV in versione originale sottotitolata ed è stata trasmessa da Rai 4 dal 10 ottobre 2013 al 10 aprile 2014. È possibile vedere la prima stagione anche sulla piattaforma di streaming Netflix.

La seconda stagione è stata trasmessa in simulcast da parte di VVVVID. La terza stagione è invece disponibile su Amazon Prime Video.

## Lista episodi

### Stagione 1
| Nº                          | Titolo italiano Giapponese 「Kanji」 - Rōmaji | In onda          | In onda          |
| Nº                          | Titolo italiano Giapponese 「Kanji」 - Rōmaji | Giapponese       | Italiano         |
| Prima Stagione (22 episodi) | |                  |                  |
| 1                           | Coefficiente di criminalità 「犯罪係数」 - Hanzai Keisū | 11 ottobre 2012  | 10 ottobre 2013  |
| 1                           | Akane Tsunemori è il nuovo ispettore assegnato alla Divisione 1 della Sezione Anticrimine del Dipartimento di Pubblica Sicurezza; il suo primo compito è molto complesso: gli scanner stradali del Sibyl System hanno segnalato un individuo che, dopo aver preso una ragazza in ostaggio, si è rifugiato in un quartiere disabitato. Akane, insieme agli esecutori Shinya Kōgami e Tomomi Masaoka, riesce a trovare il criminale mentre sta seviziando la ragazza. Mentre Masaoka e Akane distraggono l'uomo, Kōgami lo uccide; lo stress subito dalla ragazza, però, ha causato un innalzamento del suo coefficiente di criminalità e secondo il Sibyl System deve essere immobilizzata. Mentre Akane e Kōgami discutono, la ragazza scappa; quando il gruppo la ritrova, la vittima sta per appiccare un incendio e il Sibyl System la considera come un criminale da uccidere. Kōgami sta per sparare alla ragazza ma Akane, convinta che le sue reazioni siano dettate solo dal panico, blocca Kōgami sparandogli con il Dominator in modalità Paralyzer. Akane, dopo aver consolato la ragazza, vede che il suo coefficiente di criminalità è tornato a livelli normali; il suo primo giorno di lavoro sul campo si conclude quando l'ispettore Nobuchika Ginoza le chiede un rapporto dettagliato sull'accaduto. |                  |                  |
| 2                           | Chi è capace 「成しうる者」 - Nashi Uru Mono | 18 ottobre 2012  | 17 ottobre 2013  |
| 2                           | Kōgami è ancora ricoverato dopo essere stato immobilizzato da Akane; la ragazza, dopo una mattinata in compagnia delle amiche, è di nuovo impegnata sul campo. Gli scanner hanno individuato un uomo con un livello elevato dello Psycho-Pass all'interno di un centro commerciale, e Akane — unico ispettore disponibile — viene inviata in missione insieme a Masaoka. L'esecutore individua l'uomo rapidamente e il pericolo viene sventato. Akane, dopo un animato colloquio con l'esecutore Shūsei Kagari che voleva sapere il reale motivo per cui è entrata nella Pubblica Sicurezza, visita Kōgami e si scusa con lui per avergli sparato. Kōgami si stupisce che un ispettore si scusi con lui e le confida che ha fatto bene a bloccarlo: la fiducia cieca nel Sibyl System lo avrebbe portato a uccidere la ragazza seviziata, ma l'intervento di Akane — che aveva capito la reale situazione — ha permesso di salvare la vita a una donna innocente. Quando Akane consegna il suo rapporto all'ispettore Ginoza, Kōgami conferma che la ragazza ha operato correttamente: per lei non ci saranno provvedimenti. |                  |                  |
| 3                           | Tecniche di allevamento 「飼育の作法」 - Shīku no Sahō | 25 ottobre 2012  | 24 ottobre 2013  |
| 3                           | L'unità 1 segue un nuovo caso: in una fabbrica di droni si sono verificati alcuni incidenti mortali durante il collaudo delle macchine. Ginoza pensa che qualcuno abbia inserito un programma alterato nei droni, per nascondere gli omicidi; gli scanner all'interno dell'edificio, però, non hanno rilevato niente di strano. Durante le indagini la squadra scopre che l'edificio è completamente isolato dalle reti informatiche: il Sibyl System non funziona e gli scanner danno un'informazione poco precisa. Analizzando gli Psycho-Pass dei dipendenti Masaoka segnala un soggetto a rischio: Yuji Kanehara, che subisce mobbing dai colleghi. Kōgami, per scoprire se Kanehara possa essere il colpevole, lo aggredisce durante il pranzo. Questi reagisce malamente e, dopo aver inserito un dischetto etichettato "Johnny Mnemonic" in uno dei droni, lo usa per tentare di uccidere Kōgami e Akane che corrono verso l'uscita della fabbrica. Qui gli esecutori Kagari e Yayoi Kunizuka sono riusciti a portare un'antenna che trasmette il segnale del Sibyl System: il Dominator di Kōgami rileva un coefficiente di criminalità di Kanehara tale da giustificarne l'arresto e, dopo averlo paralizzato e distrutto i droni fuori controllo, lo conduce al dipartimento. |                  |                  |
| 4                           | La tua maschera sconosciuta 「誰も知らないあなたの仮面」 - Daremo Shiranai Anata no Kamen | 1º novembre 2012 | 31 ottobre 2013  |
| 4                           | Ginoza, Kōgami, Akane e Kagari indagano sulla scomparsa di Hayami Kimihiko, un disoccupato che conduce una vita agiata. Kōgami scopre che l'uomo è stato ucciso, e Akane si accorge che è l'amministratore di un CommuField — un social network — che frequenta con il nickname di Lemonade Candy; Hayami è scomparso da due mesi, ma Akane ha incontrato Talisman — l'avatar di Hayami nel CommuField — poco prima. Akane e Ginoza, sospettando che qualcuno stia sostituendo Hayami, entrano nel CommuField di Talisman per indagare e lo seguono nel CommuField di Spooky Boogie. Akane ha un colloquio con Spooky Boogie: quest'ultima sa che Lemonade Candy è Akane e, dopo averle detto che erano compagne di classe, le offre il suo aiuto per le indagini. Spooky Boogie organizza una festa per gli iscritti al suo CommuField e quello di Talisman in un locale di Roppongi. Tutta la squadra è schierata intorno al locale per bloccare chi sta impersonando Talisman, ma il loro piano salta. L'indomani nel mondo virtuale Talisman accusa Spooky Boogie di aver portato la polizia alla festa e le dice di non essere più degna di amministrare un CommuField; nello stesso momento un uomo, guidato da Shōgo Makishima, uccide Shoko Sugawara — Spooky Boogie nel mondo reale — e, come accaduto nel caso di Hayami, prende il controllo del suo avatar. |                  |                  |
| 5                           | Il tuo volto sconosciuto 「誰も知らないあなたの顔」 - Daremo Shiranai Anata no Kao | 8 novembre 2012  | 7 novembre 2013  |
| 5                           | Kōgami scopre che la persona che controlla l'avatar di Spooky Boogie è cambiata dopo l'irruzione al locale. Grazie all'aiuto della dottoressa Shion Karanomori — analista e medico legale della Pubblica Sicurezza — Ginoza individua il luogo dove il falso Talisman si è collegato al CommuField e interviene con Kagari e Kunizuka; si tratta di una trappola, e i tre si salvano da una esplosione. Kōgami intanto scopre che Shoko Sugawara è stata uccisa con modalità identiche a quelle di Hayami; Karanomori trova un altro caso di furto di avatar e Kōgami, analizzando i log dei vari CommuField, individua il probabile colpevole: Masatake Mido, l'unico fan comune ai tre avatar, che da quattro anni non viene rilevato dagli scanner. Karanomori individua il luogo dell'ultimo accesso alla rete di Mido: un albergo a Roppongi. La squadra tenta di bloccare Mido. Kōgami gli spara, ma riesce solo a procurargli una grave ferita. Mido si rifugia in un ufficio dove si connette al CommuField: qui riceve un messaggio di Makishima che, dopo avergli detto che lo aveva scelto per la sua abilità di interpretare altri personaggi, esprime il suo disprezzo per gli errori commessi. Ginoza, Kagari e Kunizuka irrompono nell'ufficio e uccidono Mido; a fine giornata Ginoza, dopo essersi congratulato con Akane, le mostra la scheda personale di Kōgami: l'uomo era un ispettore e, a causa del suo coinvolgimento in un caso irrisolto, è stato retrocesso a esecutore perché il suo coefficiente di criminalità era diventato troppo alto. |                  |                  |
| 6                           | Il ritorno del principe folle 「狂王子の帰還」 - Kyōōji no Kikan | 15 novembre 2012 | 14 novembre 2013 |
| 6                           | Akane apprende da Karanomori la vicenda che fece perdere il ruolo di ispettore a Kōgami: mentre indagava a un caso efferato — un serial killer sottoponeva a plastinazione le sue vittime ed esponeva i loro resti in luoghi pubblici — Mitsuru Sasayama, l'esecutore che collaborava con lui, venne ucciso dal killer. Le indagini individuarono come sospettato Kozaburo Toma, un insegnante del liceo femminile Oso; dopo la morte di Sasayama l'uomo scomparve, i delitti cessarono e il caso venne archiviato. Karanomori sospetta che dietro ai casi di Kaneharaa e Mido ci sia una persona che li ha guidati nei loro crimini; Kōgami pensa che questa persona sia la stessa che stava dietro al caso a cui stava lavorando quando venne ucciso Sasayama. Intanto all'istituto Ozo Rikako Oryo — una studentessa carismatica, appassionata di arte e letteratura — consola Yoshika Okubo, una sua compagna di studi con la quale è in stretta amicizia. Una mattina gli addetti alla pulizia urbana trovano, sotto una fontana nel parco Daikanyama di Shibuya, una statua composta dal corpo parzialmente smembrato di una ragazza. Nello stesso momento Rikako, mentre disegna un ritratto di Yoshika, parla con Makishima e gli confida che ha intenzione in futuro di dipingere e portare a termine molti altri quadri. |                  |                  |
| 7                           | La bletilla striata nel linguaggio dei fiori 「紫蘭の花言葉」 - Shiran no Hanakotoba | 22 novembre 2012 | 21 novembre 2013 |
| 7                           | Il caso della ragazza trovata a Shibuya presenta molte analogie con quello irrisolto che vide la morte di Sasayama (ribattezzato "il caso dei reperti"); Ginoza esclude dalle indagini Kōgami e Akane. La ragazza uccisa è Satsuki Kuzuhara, una studentessa dell'istituto Ozo scomparsa da una settimana; per Ginoza questo è un altro legame con il caso dei reperti, visto che anche la sostanza usata per trattare i cadaveri ha la stessa formulazione chimica. Kōgami mostra ad Akane una foto scattata da Sasayama all'indiziato del caso dei reperti: l'immagine è poco nitida, Sasayama aveva dato al file il nome "Makishima". Rikako, dopo la morte del padre — un artista che amava dipingere corpi di ragazze dissezionate — intende rendere reali i suoi quadri: sul suo letto giace, nuda e priva di vita, Yoshika. Rikako contatta Gu-sung Choe — un amico di Makishima — e lo incontra in un locale nei sotterranei dell'istituto Oso: l'uomo le ha procurato la sostanza per la plastinazione. Ginoza e Kunizuka trovano un'altra ragazza smembrata nel parco cittadino. Rikako incontra Kagami Kawarazaki, un'amica d'infanzia di Yoshika preoccupata per la sua assenza, e la stordisce; quando la ragazza si riprende si accorge che Rikako l'ha portata accanto alla vasca trasparente dove è immerso il corpo di Yoshizuka per la plastinazione. |                  |                  |
| 8                           | Il resto è silenzio 「あとは、沈黙」 - Ato wa, Chinmoku | 29 novembre 2012 | 28 novembre 2013 |
| 8                           | La sorveglianza all'istituto Oso è strettissima. Kunizuka, analizzando le planimetrie del collegio, ipotizza l'esistenza di passaggi segreti e locali nascosti all'interno dell'edificio. Kōgami si accorge che tra il caso dei reperti e quello attuale ci sono delle differenze sul modo di presentare le vittime: l'assassino è un emulo di Toma. Dopo un colloquio con un criminale detenuto in un carcere di massima sicurezza, Kōgami viene a sapere che le vittime sono state posizionate come i soggetti dei quadri dipinti da Roichi Oryo, il padre di Rikako. Kōgami interviene al liceo e individua Rikako: il Dominator la segnala come un pericoloso criminale, ma la ragazza riesce a fuggire e a nascondersi nei sotterranei della scuola. La squadra, tentando di seguirla, si imbatte in una nuova scultura creata con i cadaveri di Yoshizuka e Kagami. Mentre Kunizuka consola Mika Shimotsuki — una carissima amica di Kagami — Kōgami e Ginoza individuano la zona dove si può nascondere Rikako; nello stesso momento Makishima, che è un professore d'arte dell'istituto Oso conosciuto come Yukimori Shibata, si lamenta con Rikako perché lo ha deluso attirando la Pubblica Sicurezza. Toyohisa Senguji, un collaboratore di Makishima, organizza una battuta di caccia dove Rikako è la preda: dopo averla braccata la uccide con un colpo di fucile. |                  |                  |
| 9                           | Il frutto del paradiso 「楽園の果実」 - Rakuen no kajitsu | 6 dicembre 2012  | 5 dicembre 2013  |
| 9                           | All'istituto Oso torna la quiete, Akane è preoccupata perché Rikako è irreperibile: non sa che è stata uccisa. Kōgami si reca con Akane a casa di Joji Saiga, un esperto di psicologia criminale che collaborava con il Dipartimento di Pubblica Sicurezza. Kōgami vuole che Saiga tenga un corso ad Akane, ma le sue vere intenzioni sono quelle di verificare se tra gli ex studenti del professore si possa nascondere il mandante degli ultimi omicidi. La ricerca ha esito negativo; sulla strada di ritorno Kōgami confida ad Akane che tra gli studenti di Saiga sono emersi diversi criminali latenti, soprattutto dopo aver seguito i suoi corsi. L'indomani Ginoza scopre che Kōgami ha accompagnato Akane da Saiga; temendo che questo possa alterare lo Psycho-Pass dell'ispettrice rimprovera aspramente Kōgami. Akane ha un acceso scontro con l'ispettore; Masaoka le spiega che Ginoza ha reagito in quel modo perché temeva che Akane ripercorresse le strade del padre, uno dei primi criminali latenti individuati dal Sibyl System. Nel frattempo Makishima promette a Senguji una nuova preda per la sua prossima battuta di caccia: l'esecutore Kōgami. |                  |                  |
| 10                          | Il gioco di Matusalemme 「メトスラの遊戯」 - Metosura no Yūgi | 13 dicembre 2012 | 12 dicembre 2013 |
| 10                          | 24 dicembre 2112, ore 3:20: Akane riceve un messaggio dalla sua amica Yuki Funahara, che le dice di avere informazioni legate al caso dell'istituto Oso dandole appuntamento per le 3 del pomeriggio alla stazione di Shimbashi lungo la linea Ginza della metropolitana. Akane si reca all'appuntamento insieme a Kōgami; l'esecutore entra nei sotterranei della metropolitana abbandonata da decenni. Fatti pochi passi Kōgami, impossibilitato a contattare Akane, entra in un vagone della metropolitana che si mette in moto. Mentre Akane chiede rinforzi, Kōgami scopre che sul treno c'è Yuki, rapita nel sonno; quando il treno si ferma i due si accorgono di interpretare il ruolo delle volpi in una battuta di caccia organizzata da Makishima. Mentre Ginoza accusa Akane di essersi fatta scappare Kōgami, l'esecutore e Yuki cercano di scampare ai cani robotizzati e alle fucilate di Senguji. Con molta difficoltà Kōgami riesce a rimettere insieme i pezzi di una radio: ora può contattare Akane e Ginoza — certo che Kōgami non volesse fuggire — manda i robot della Pubblica Sicurezza e il resto della squadra alla ricerca dell'esecutore e di Yuki. |                  |                  |
| 11                          | La cena del santo 「聖者の晩餐」 - Seija no Bansan | 20 dicembre 2012 | 19 dicembre 2013 |
| 11                          | Akane e Masaoka vanno alla ricerca di Kōgami e Yuki; un robot della Pubblica Sicurezza consegna un Dominator a Kōgami che elimina l'ultimo dei cani di Senguji. La battuta di caccia diventa uno scontro tra Kōgami e Senguji ed entrambi restano gravemente feriti. Kōgami mette in atto un'astuta manovra e uccide Senguji; Yuki si congratula con lui ma, mentre l'esecutore perde i sensi, Makishima la prende con sé. Masaoka e Akane raggiungono Kōgami e, mentre si prendono cura di lui, sentono l'urlo disperato di Yuki. Akane va alla ricerca dell'amica; giunta in un ampio salone vede che Makishima e Yuki sono su un ballatoio. Akane punta il Dominator verso Makishima, ma secondo il Sibyl System lui è una persona dal basso coefficiente di criminalità e non può essere giustiziato. L'uomo inizia a seviziare Yuki con un rasoio e, visto che il Dominator di Akane è sempre bloccato, le lancia il fucile preso a Senguji: se gli sparerà, però, correrà il rischio di essere considerata un criminale. Akane è molto turbata, ma quando vede che Senguji ferisce Yuki spara verso l'uomo: la mira è imprecisa e Makishima uccide Yuki tagliandole la gola. Kōgami, mentre viene portato in ospedale, passa accanto ad Akane che scoppia a piangere; intanto, mentre cadono i primi fiocchi di neve, Makishima riesce a far perdere le proprie tracce. |                  |                  |
| 12                          | Devil's Crossroad 「悪魔の十字路」 - Akuma no Jūjiro | 10 gennaio 2013  | 30 gennaio 2014  |
| 12                          | Nel 2109 Yayoi Kunizuka, chitarrista che suona in un gruppo rock autorizzato dal Sibyl System, viene ricoverata in un istituto di rieducazione perché il suo coefficiente di criminalità ha raggiunto livelli preoccupanti. Un giorno riceve la visita degli ispettori Ginoza e Kōgami: secondo il Sibyl System ha i requisiti per diventare un esecutore e la Pubblica Sicurezza ha bisogno di aiuto per dei disordini che si verificano a Kitazawa, dove ci sono vari club musicali. Kunizuka segnala due possibili locali, Sasayama e Masaoka effettuano dei controlli. Sasayama individua due ragazzi sospetti e si accorge che hanno una molotov; l'intervento dell'esecutore crea il caos nel locale e i ragazzi scappano. Kunizuka, dopo aver sentito che sul palco si stava esibendo Rina Takizaki — una sua carissima amica, cantante di un gruppo non autorizzato — si mette alla ricerca della ragazza. Kunizuka trova Rina insieme ad altri ragazzi con molte molotov e scopre che l'amica fa parte di un gruppo terroristico che vuole distruggere il Sibyl System. Kunizuka cerca di convincere Rina a lasciare il gruppo; al suo rifiuto le spara con un Dominator che le aveva dato Kōgami per bloccarla. L'arma rimane con la sicura inserita: contrariamente a quanto le aveva detto Kōgami, lei non è abilitata all'uso del Dominator e Rina fugge; l'evento convince Kunizuka a diventare un esecutore. |                  |                  |
| 13                          | Un invito dall'abisso 「深淵からの招待」 - Shinen kara no Shōtai | 17 gennaio 2013  | 6 febbraio 2014  |
| 13                          | Joshu Kasei, la direttrice del Dipartimento di Pubblica Sicurezza, analizza il rapporto di Ginoza sull'omicidio di Yuki e la fuga di Makishima. La donna confida all'ispettore l'esistenza di rari casi di persone — definite "di costituzione remissiva" — sui quali il Sibyl System non riesce a calcolare il vero coefficiente di criminalità e gli rivela che pure Kozaburo Toma, l'indiziato del "caso dei reperti" di 3 anni prima, aveva uno Psycho-Pass che non superava mai i limiti di sicurezza e che, per evitare che la scoperta di ciò da parte della popolazione mettesse a repentaglio la stabilità dell'intero sistema, l'uomo era stato fatto fuori subito dopo il suo arresto. Akane, dopo aver fatto visita a Kōgami convalescente, si sottopone a un procedimento che permetterà alla Pubblica Sicurezza di ottenere un identikit di Makishima; questo però le farà rivivere i momenti dell'uccisione di Yuki, mettendo a rischio la sua stabilità emotiva. Akane rimane molto turbata dal procedimento, ma Karanomori riesce a ottenere un buon identikit di Makishima. Ginoza chiede a Masaoka come faccia Akane a preservare lo Psycho-Pass in maniera impeccabile; durante il dialogo si scopre che l'esecutore è il padre dell'ispettore. |                  |                  |
| 14                          | Dolce veleno 「甘い毒」 - Amai Doku | 24 gennaio 2013  | 13 febbraio 2014 |
| 14                          | Un uomo, dal volto coperto da un casco, entra in una farmacia e uccide due impiegati senza che il Sibyl System si allerti. Ginoza e gli altri intervengono sul posto, ma mentre effettuano i rilievi sulla scena del delitto a Setagaya un altro uomo con il casco uccide a martellate Hiroko Fuji, una tranquilla passante, tra l'indifferenza dei presenti. La squadra si trasferisce sul luogo del nuovo crimine e pensa che i due casi siano collegati tra loro. Karanomori segnala un nuovo crimine ad opera di tre individui con un casco, un assalto a un furgone portavalori; mentre Ginoza, Kagari e Kunizuka si occupano del furto, Kōgami ha un'intuizione: con l'aiuto di Karanomori concentra la sua attenzione su Junmei Ito, un collega di Hiroko, che da due settimane è assente dal lavoro. Kōgami, Masaoka e Akane vanno a casa di Ito e scoprono la sua ossessione per Hiroko; improvvisamente un uomo con il casco tenta di scappare, Kōgami punta su di lui il Dominator ma l'arma riporta lo Psycho-Pass di Akane e si blocca. Kōgami scopre così che il casco permette, a chi lo indossa, di avere lo stesso Psycho-Pass delle persone vicine a lui; insieme a Masaoka costringe Ito a rifugiarsi in un posto isolato: a questo punto il Dominator legge il valore dello Psycho-Pass di Kōgami, consentendo ai due esecutori di paralizzare l'uomo. Intanto Makishima, che ha ideato i caschi, ha un diverbio in un parcheggio con gli autori del furto: dopo averli stesi a terra se ne va a bordo di un'auto carica di caschi. |                  |                  |
| 15                          | La città su cui piove zolfo 「硫黄降る街」 - Iō Furu Machi | 31 gennaio 2013  | 20 febbraio 2014 |
| 15                          | Le violenze a opera di uomini con il casco si moltiplicano: ormai non si contano più furti, danneggiamenti e aggressioni ai danni di cittadini inermi che — come in preda a una psicosi collettiva — si aggregano e reagiscono con pari violenza contro i rivoltosi. Tutto questo fa parte del piano ideato da Makishima, che vuole dimostrare che non è possibile garantire la sicurezza e il benessere della società basandosi sul giudizio del Sibyl System. La direttrice Kasei invia tutti gli ispettori ed esecutori a sua disposizione sul territorio: in squadre di tre elementi dovranno tentare di bloccare i disordini, usando anche delle granate EMP per disattivare i caschi nel raggio di alcune decine di metri. Akane è di squadra con Kagari e Kōgami; i tre affrontano un gruppo di una quindicina di uomini, che si arrende dopo il lancio di una granata EMP. Akane intuisce che i gruppi di rivoltosi siano un diversivo; Gu-sung ha scoperto che il grid su cui si basa tutto il Sibyl System invia i dati in un unico punto: la NONA Tower, un edificio del Ministero della salute. Dopo aver informato Ginoza, Akane, Kagari e Kōgami si dirigono verso la NONA Tower, dove nel frattempo un gruppo di rivoltosi capeggiato da Makishima ha distrutto i droni di guardia e sta entrando nell'edificio. |                  |                  |
| 16                          | La porta del giudizio 「裁きの門」 - Sabaki no Mon | 7 febbraio 2013  | 27 febbraio 2014 |
| 16                          | Gu-sung, analizzando i consumi elettrici della NONA Tower, individua due possibili zone come centro del Sibyl System: il tetto dell'edificio — dove c'è l'antenna del ponte radio — e i sotterranei. Anche Karanomori giunge alla stessa conclusione, e sospetta che il Sibyl si trovi nei sotterranei: le mappe riportano il dettaglio fino al quarto livello sotto il piano stradale, ma l'edificio ha spazio per 20 livelli. Sia gli assalitori che la Pubblica Sicurezza si dividono i possibili bersagli: Makishima — seguito da Kōgami e Akane — si reca sul tetto, mentre Gu-sung — seguito da Kagari — si dirige verso i sotterranei. Akane e Kōgami salgono verso il tetto dell'edificio, ma vengono feriti; Akane si attarda per bloccare un'emorragia mentre Kōgami riesce a eliminare gli uomini a difesa di Makishima: i due si incontrano e, dopo un intenso dialogo, iniziano a lottare. Kōgami ha la peggio: mentre Makishima si avvicina a lui con un rasoio, Akane riesce a colpire l'aggressore con un casco e ad arrestarlo. Nello stesso momento Kagari, dopo una lunga ricerca, trova Gu-sung davanti al portone di accesso alla sala di controllo del Sibyl, intenzionato a rendere pubblica la sua vera forma. La direttrice Kasei, giunta alle spalle di Kagari, uccide Gu-sung con il suo Dominator, ma viene ferita da un colpo sparato dall'uomo; Kagari, dopo aver visto che Kasei è in realtà un cyborg, si accorge che la donna gli sta sparando. |                  |                  |
| 17                          | Interiora di metallo 「鉄の腸」 - Tetsu no Harawata | 14 febbraio 2013 | 6 marzo 2014     |
| 17                          | Le rivolte degli uomini con il casco sono sedate, Makishima è in consegna alla Pubblica Sicurezza, Kōgami e Akane sono in infermeria e Ginoza sospetta che Kagari sia fuggito durante le rivolte. Kasei informa Ginoza che l'interrogatorio di Makishima sarà di competenza diretta del Ministero della Sanità; Kōgami è molto irritato, perché pensa che l'uomo sia coinvolto anche nel caso dei reperti. Akane e Kōgami tornano alla NONA Tower per rintracciare Kagari: l'esecutore non crede alla versione di Ginoza e della direttrice sulla fuga di Kagari e pensa che sia stato ucciso con un Dominator in modalità decomposer, che non permette di ritrovare il corpo del giustiziato. Kasei ha un lungo colloquio con Makishima: mentre gli mostra il filmato girato da Gu-sung nella stanza del Sibyl System spiega che alla base del sistema non c'è una rete di computer, ma un sistema neurale composto dai cervelli di oltre 240 persone di costituzione remissiva; lei stessa, in realtà, è un cyborg nel quale è stato inserito il cervello di Kozaburo Toma. Kasei propone a Makishima di entrare a far parte del Sibyl Sistem: l'uomo però non ne ha nessuna intenzione e, una volta accortosi di essere a bordo di un velivolo, uccide Kasei e riesce a fuggire. Kōgami riceve una telefonata di Ginoza: l'elicottero che trasportava Makishima al Ministero è precipitato. |                  |                  |
| 18                          | Promesse scritte sull'acqua 「水に書いた約束」 - Mizu ni Kaita Yakusoku | 21 febbraio 2013 | 13 marzo 2014    |
| 18                          | Makishima ha eliminato solo una delle tante copie di Kasei; la direttrice è, insieme alla Divisione 1, sul luogo dove è precipitato l'elicottero e impone a Ginoza di escludere Kōgami dalle indagini: la priorità è quella di arrestare Makishima e l'astio di Kōgami verso di lui potrebbe portare l'esecutore a uccidere il ricercato. Akane, dopo aver ricordato a Kōgami che le aveva detto di voler tornare a essere un ispettore, gli chiede di non mettersi contro la legge per cercare Makishima. Ginoza tenta di aggirare il blocco imposto dalla direttrice e si accorda con Risa Aoyanagi, ispettrice della Divisione 2, per consentire a Kōgami di partecipare alla ricerca di Kagari. Kasei scopre le mosse di Ginoza: con fare deciso chiede all'ispettore di bloccare Kōgami. Mentre Ginoza punta il Dominator verso Kōgami, Kasei impugna l'arma dell'ispettore: il Dominator, che si era settato nella modalità Paralyzer, è ora in modalità Decomposer. Akane se ne accorge e, per salvare Kōgami, gli spara con il suo Dominator in modalità Paralyzer. Kōgami si riprende presto: usando uno dei caschi di Makishima preso dal laboratorio di Karanomori — ancora attivo perché l'upgrade del Sibyl System non è completato — si rifugia in un appartamento che Masaoka gli ha messo a disposizione. Kōgami, dopo aver lasciato una lettera di addio ad Akane, inizia la sua caccia a Makishima. |                  |                  |
| 19                          | Ombre Trasparenti 「透明 な 影」 - Tōmeina Kage | 28 febbraio 2013 | 20 marzo 2014    |
| 19                          | Ginoza, dopo gli ultimi avvenimenti, ha uno Psycho-Pass a rischio; l'ispettore decide però di non sottoporsi a cure e di continuare a lavorare alla cattura di Makishima e del fuggiasco Kōgami. Kōgami si reca da Saiga; dopo che i due hanno analizzato il comportamento di Makishima, Saiga segnala l'esistenza di una bachecha sulla quale scrivono persone che contestano il Sibyl System. Kōgami rimane colpito da un thread che parla di sconfiggere il Sibyl affamando la popolazione. Kōgami e Saiga approfondiscono l'argomento: nel Giappone attuale tutto il cibo deriva dall'iper avena — un grano modificato geneticamente — e l'agricoltura è completamente automatizzata. In queste situazioni se un virus o un parassita colpisse i campi di iper avena, li distruggerebbe in breve tempo: il Giappone sarebbe costretto ad aprire le frontiere per importare il cibo, allentando i controlli e permettendo l'arrivo di profughi: tutto questo renderebbe impossibile il funzionamento del Sibyl System. Kōgami punta verso la regione di Hokuriku, dove ci sono le piantagioni di iper avena, per tentare di intercettare Makishima. Intanto Akane, mentre è sola in ufficio, vede arrivare uno dei robot che portano i Dominator a ispettori ed esecutori: quando prende l'arma la voce del Dominator le dice che la metterà al corrente della verità. |                  |                  |
| 20                          | Il luogo dove risiede la giustizia 「正義の在処」 - Seigi no Arika | 7 marzo 2013     | 27 marzo 2014    |
| 20                          | Akane, seguendo le indicazioni del Dominator, giunge nei sotterranei della NONA Tower dove le viene mostrata la vera natura del Sibyl System; il sistema, dopo la fuga di Kōgami e con Ginoza vicino all'esaurimento nervoso, ha bisogno di un ispettore risoluto per arrestare Makishima. Akane non tollera che la giustizia sia amministrata da persone che hanno commesso crimini efferati, ma tiene all'ordine costituito: a differenza di Kagari non ha intenzione di rendere pubblica la natura del Sibyl e decide di impegnarsi per catturare Makishima. Quest'ultimo, intanto, si reca da Nobuaki Kodama — l'inventore dell'iper avena — per carpire alcune informazioni sul virus Uka no Mitama, utilizzato per eliminare i parassiti dell'iper avena. Makishima ha scoperto che è possibile modificare il virus perché attacchi il grano; dopo aver ottenuto i dettagli di cui aveva bisogno uccide Kodama. Akane viene convocata da Ginoza a casa di Kodama: sul luogo del delitto sono state trovare le impronte di Kōgami. Akane, ragionando come Kōgami, riesce a trovare un indizio lasciato dall'ex ispettore: Makishima è diretto all'Università di Izumo, dove Kodama aveva un laboratorio dove gestiva il virus. Makishima, dopo essere entrato nel laboratorio, inizia a mutare il virus; nello stesso momento Kōgami è sulle sue tracce e sta per raggiungerlo. |                  |                  |
| 21                          | Elogio insanguinato 「血の褒賞」 - Chi no Hōshō | 14 marzo 2013    | 3 aprile 2014    |
| 21                          | La Divisione 1 giunge al laboratorio di Kodama con un velivolo; Kōgami suggerisce ad Akane di togliere l'energia elettrica al complesso per disattivare i sistemi di sicurezza e bloccare Makishima. L'ispettrice, con l'aiuto di Kunizuka, blocca la fornitura elettrica all'edificio; sia Kōgami che la Pubblica Sicurezza si mettono sulle tracce di Makishima, che però ha abbandonato la sala dove poteva alterare il virus. L'uomo può essere diretto verso l'uscita o verso la sala di controllo della centrale elettrica per riavviare il processo di modifica del virus; Masaoka e Ginoza vanno verso l'uscita dell'edificio, mentre Akane e Kunizuka sono dirette alla sala di controllo. Akane ha concordato con il Sibyl System la possibilità di avere il suo Dominator con la sicura sbloccata e settato in modalità Paralyzer per bloccare Makishima e Kōgami senza ucciderli; una volta alla sala comandi Akane, vedendola vuota, capisce che Makishima vuole uccidere i poliziotti e tenta di avvisare Ginoza. Intanto Makishima attira in una trappola Ginoza e Masaoka: dopo aver bloccato l'ispettore facendogli cadere addosso degli oggetti pesanti, tenta di ucciderlo con un candelotto di dinamite. Masaoka interviene a difesa del figlio, ma viene investito dall'esplosione e rimane ferito a morte. Kōgami vede gli ultimi istanti di vita di Masaoka: colmo di rabbia raggiunge Makishima e inizia a lottare con lui. |                  |                  |
| 22                          | Un mondo perfetto 「完璧な世界」 - Kanpeki na Sekai | 21 marzo 2013    | 10 aprile 2014   |
| 22                          | Kōgami, dopo essere scampato agli assalti di Makishima, ferisce gravemente l'uomo con una coltellata. Mentre Makishima scappa, Akane interviene e blocca Kōgami che si arrende; l'ispettrice chiede il suo aiuto per catturare Makishima: gli dà il Dominator e prende la rivoltella che Kōgami aveva trovato nell'appartamento di Masaoka. Un camion, condotto da Makishima, tenta di travolgere Akane e Kōgami; i due si scansano in tempo, Kōgami non riesce a sparare a Makishima ma Akane si aggrappa al rimorchio del camion. La ragazza, mettendo a rischio la propria vita, riesce a sparare a una gomma del camion e a farlo sbandare; Akane è a terra semisvenuta e vede che Makishima, dopo averla bloccata, sta per spararle. La pistola è scarica e Makishima fugge; Kōgami mette in salvo Akane, lascia il Dominator e recupera la pistola: dopo averla ricaricata insegue Makishima che, a causa della copiosa emorragia, è spossato. Kōgami, una volta raggiunto l'uomo, lo uccide e diventa così un criminale ricercato dal Sibyl. Aprile 2113: Akane, nonostante il fallimento della cattura di Makishima e Kōgami, è ancora un ispettore, mentre Ginoza è stato declassato a esecutore a causa dell'irreversibile oscuramento di tonalità del suo Psycho-Pass. In un giorno di pioggia, mentre la Divisione 1 è sul luogo di un crimine, arriva la nuova ispettrice: per la prima volta, a causa della carenza di organico, è stata assunta una minorenne. Scusandosi con lei per l'esordio brusco, Akane accoglie — in circostanze simili a quelle del suo primo giorno di lavoro — la nuova arrivata: Mika Shimotsuki, ex studentessa dell'istituto Oso. |                  |                  |

### Stagione 2
| Nº                            | Titolo italiano Giapponese 「Kanji」 - Rōmaji                                              | In onda          | In onda  |
| Nº                            | Titolo italiano Giapponese 「Kanji」 - Rōmaji                                              | Giapponese       | Italiano |
| Seconda Stagione (11 episodi) |                                                                                            |                  |          |
| 1                             | La Bilancia della Giustizia <299/300> 「正義の天秤 <299/300>」 - Seigi no tenbin <299/300> | 9 ottobre 2014   | -        |
| 2                             | Incertezze striscianti 「忍び寄る虚実」 - Shinobiyoru Kyojitsu                             | 16 ottobre 2014  | -        |
| 3                             | Probatio diabolica 「悪魔の証明」 - Akuma no Shōmei                                        | 23 ottobre 2014  | -        |
| 4                             | La salvezza di Giobbe 「ヨブの救済」 - Yobu no Kyūsai                                      | 30 ottobre 2014  | -        |
| 5                             | Giochi inevitabili 「禁じられない遊び」 - Kinjirarenai Asobi                               | 6 novembre 2014  | -        |
| 6                             | Chi scaglia la prima pietra 「石を擲つ人々」 - Ishi o Nageutsu Hitobito                    | 13 novembre 2014 | -        |
| 7                             | I bambini sperduti 「見つからない子供たち」 - Mitsukaranai Kodomo-tachi                    | 20 novembre 2014 | -        |
| 8                             | Concepimento di un oracolo <AA> 「巫女の懐胎<AA>」 - Miko no Kaitai <AA>                   | 27 novembre 2014 | -        |
| 9                             | Il paradosso dell'onnipotenza 「全能者のパラドクス」 - Zen'nō-sha no Paradokusu            | 4 dicembre 2014  | -        |
| 10                            | Il fondamento dell'anima 「魂の基準」 - Tamashī no Kijun                                   | 11 dicembre 2014 | -        |
| 11                            | What color? 「(WHAT COLOR?)」 - (WHAT COLOR?)                                              | 18 dicembre 2014 | -        |

### Stagione 3
| Nº                         | Titolo italiano Giapponese 「Kanji」 - Rōmaji                                                           | In onda          | In onda  |
| Nº                         | Titolo italiano Giapponese 「Kanji」 - Rōmaji                                                           | Giapponese       | Italiano |
| Terza Stagione (8 episodi) | |                  |          |
| 1                          | La chiamata di Lelapo 「ライラプスの召命」 - Rairapusu no shōmei                                        | 24 ottobre 2019  | -        |
| 2                          | Sacrifici teumessiani 「テウメソスの生贄」 - Teumesosu no ikenie                                        | 31 ottobre 2019  | -        |
| 3                          | Eracle e le Sirene 「ヘラクレスとセイレーン」 - Herakuresu to seirēn                                    | 7 novembre 2019  | -        |
| 4                          | Scontro politico al Colosseo 「コロッセオの政争」 - Korosseo no seisō                                   | 14 novembre 2019 | -        |
| 5                          | L'offerta di Agamennone 「アガメムノンの燔祭」 - Agamemunon no hansai                                   | 21 novembre 2019 | -        |
| 6                          | Le monete d'oro di Cesare 「カエサルの金貨」 - Kaesaru no kinka                                         | 28 novembre 2019 | -        |
| 7                          | Non pronunciare il nome di Dio invano 「Don’t take God’s name in vain」 - Don’t take God’s name in vain | 5 dicembre 2019  | -        |
| 8                          | Cubismo 「Cubism」 - Cubism                                                                             | 12 dicembre 2019 | -        |